# Campeonato de Primera División 1998-99 (Argentina)
El Campeonato de Primera División 1998-99 fue la sexagésima novena temporada de la era profesional de la Primera División del fútbol argentino. Se jugó en dos fases, el Torneo Apertura 1998 y el Torneo Clausura 1999, las cuales consagraron cada una a su respectivo campeón. Inició el 7 de agosto de 1998 y finalizó el 21 de junio de 1999.
Los nuevos participantes fueron los dos equipos ascendidos de la Primera B Nacional 1997-98, Belgrano y Talleres, ambos de la ciudad de Córdoba, que regresaron a Primera luego de dos y tres años, respectivamente.
El campeonato otorgó dos cupos a la Copa Libertadores 2000 y otros dos a la Copa Conmebol 1999. Por otro lado, tras la finalización de la temporada, se produjeron dos descensos por el sistema de promedios a la Primera B Nacional.

## Ascensos y descensos
| Pos.      | Equipos ascendidos de la B Nacional 1997-98 |
| --------- | ------------------------------------------- |
| 1.º       | Talleres (C)                                |
| Gan. Red. | Belgrano                                    |

| Prom. | Equipos descendidos en la temporada 1997-98 |
| ----- | ------------------------------------------- |
| 19.º  | Deportivo Español                           |
| 20.º  | Gimnasia y Tiro                             |

## Sistema de disputa
Cada fase del campeonato fue un torneo independiente, llamados respectivamente Apertura y Clausura. Se jugaron en una sola rueda de todos contra todos, siendo la segunda las revanchas de la primera, y tuvieron su propio campeón.

## Equipos
| Equipo             | Ciudad       | Estadio                                    |
| ------------------ | ------------ | ------------------------------------------ |
| Argentinos Juniors | Buenos Aires | Arquitecto Ricardo Etcheverri Nueva España |
| Belgrano           | Córdoba      | Gigante de Alberdi Chateau Carreras        |
| Boca Juniors       | Buenos Aires | Alberto J. Armando                         |
| Colón              | Santa Fe     | Brigadier General Estanislao López         |
| Estudiantes        | La Plata     | Jorge Luis Hirschi                         |
| Ferro Carril Oeste | Buenos Aires | Arquitecto Ricardo Etcheverri              |
| Gimnasia y Esgrima | Jujuy        | 23 de Agosto                               |
| Gimnasia y Esgrima | La Plata     | Juan Carmelo Zerillo                       |
| Huracán            | Buenos Aires | Tomás Adolfo Ducó                          |
| Independiente      | Avellaneda   | La Doble Visera                            |
| Lanús              | Lanús        | Ciudad de Lanús                            |
| Newell's Old Boys  | Rosario      | Coloso del Parque                          |
| Platense           | Florida      | Ciudad de Vicente López                    |
| Racing Club        | Avellaneda   | Presidente Perón                           |
| River Plate        | Buenos Aires | Antonio Vespucio Liberti                   |
| Rosario Central    | Rosario      | Gigante de Arroyito                        |
| San Lorenzo        | Buenos Aires | Pedro Bidegain                             |
| Talleres           | Córdoba      | Chateau Carreras                           |
| Unión              | Santa Fe     | 15 de Abril                                |
| Vélez Sarsfield    | Buenos Aires | José Amalfitani                            |

### Distribución geográfica de los equipos
| Región                 | Cant. | Equipos                                                                                                   |
| ---------------------- | ----- | --- |
| Ciudad de Buenos Aires | 7     | Argentinos Juniors, Boca Juniors, Ferro Carril Oeste, Huracán, River Plate, San Lorenzo y Vélez Sarsfield |
| Conurbano bonaerense   | 4     | Independiente, Lanús, Platense y Racing Club                                                              |
| Provincia de Santa Fe  | 4     | Colón, Newell's Old Boys, Rosario Central y Unión                                                         |
| Ciudad de La Plata     | 2     | Estudiantes y Gimnasia y Esgrima                                                                          |
| Provincia de Córdoba   | 2     | Belgrano y Talleres                                                                                       |
| Provincia de Jujuy     | 1     | Gimnasia y Esgrima                                                                                        |

## Torneo Apertura

### Tabla de posiciones final
| Pos. | Equipo                  | Pts. | PJ | PG | PE | PP | GF | GC | Dif. |
| ---- | ----------------------- | ---- | -- | -- | -- | -- | -- | -- | ---- |
| 01.º | Boca Juniors            | 45   | 19 | 13 | 6  | 0  | 45 | 18 | 27   |
| 02.º | Gimnasia y Esgrima (LP) | 36   | 19 | 10 | 6  | 3  | 31 | 23 | 8    |
| 03.º | Racing Club             | 33   | 19 | 9  | 6  | 4  | 39 | 29 | 10   |
| 04.º | Lanús                   | 30   | 19 | 8  | 6  | 5  | 20 | 20 | 0    |
| 05.º | Colón                   | 26   | 19 | 7  | 5  | 7  | 28 | 27 | 1    |
| 06.º | San Lorenzo             | 25   | 19 | 6  | 7  | 6  | 40 | 35 | 5    |
| 07.º | Argentinos Juniors      | 25   | 19 | 5  | 10 | 4  | 31 | 27 | 4    |
| 08.º | Newell's Old Boys       | 25   | 19 | 6  | 7  | 6  | 22 | 21 | 1    |
| 09.º | Unión                   | 25   | 19 | 6  | 7  | 6  | 32 | 34 | −2   |
| 10.º | Rosario Central         | 25   | 19 | 6  | 7  | 6  | 26 | 28 | −2   |
| 11.º | Vélez Sarsfield         | 24   | 19 | 6  | 6  | 7  | 26 | 26 | 0    |
| 12.º | Estudiantes (LP)        | 24   | 19 | 6  | 6  | 7  | 22 | 23 | −1   |
| 13.º | Talleres (C)            | 24   | 19 | 7  | 3  | 9  | 28 | 33 | −5   |
| 14.º | Gimnasia y Esgrima (J)  | 22   | 19 | 4  | 10 | 5  | 31 | 30 | 1    |
| 15.º | River Plate             | 22   | 19 | 5  | 7  | 7  | 27 | 27 | 0    |
| 16.º | Independiente           | 22   | 19 | 4  | 10 | 5  | 26 | 26 | 0    |
| 17.º | Ferro Carril Oeste      | 20   | 19 | 5  | 5  | 9  | 24 | 31 | −7   |
| 18.º | Huracán                 | 20   | 19 | 5  | 5  | 9  | 29 | 42 | −13  |
| 19.º | Belgrano                | 19   | 19 | 4  | 7  | 8  | 22 | 31 | −9   |
| 20.º | Platense                | 13   | 19 | 3  | 4  | 12 | 21 | 39 | −18  |

|  | Campeón. Clasificó a la Copa Libertadores 2000. |

|  |

## Torneo Clausura

### Tabla de posiciones final
| Pos. | Equipo                  | Pts. | PJ | PG | PE | PP | GF | GC | Dif. |
| ---- | ----------------------- | ---- | -- | -- | -- | -- | -- | -- | ---- |
| 01.º | Boca Juniors            | 44   | 19 | 13 | 5  | 1  | 35 | 11 | 24   |
| 02.º | River Plate             | 37   | 19 | 11 | 4  | 4  | 37 | 19 | 18   |
| 03.º | San Lorenzo             | 36   | 19 | 10 | 6  | 3  | 33 | 19 | 14   |
| 04.º | Rosario Central         | 32   | 19 | 9  | 5  | 5  | 24 | 20 | 4    |
| 05.º | Independiente           | 29   | 19 | 8  | 5  | 6  | 32 | 26 | 6    |
| 06.º | Unión                   | 29   | 19 | 8  | 5  | 6  | 29 | 27 | 2    |
| 07.º | Newell's Old Boys       | 27   | 19 | 7  | 6  | 6  | 30 | 22 | 8    |
| 08.º | Gimnasia y Esgrima (LP) | 26   | 19 | 7  | 5  | 7  | 28 | 32 | −4   |
| 09.º | Belgrano                | 25   | 19 | 6  | 7  | 6  | 20 | 20 | 0    |
| 10.º | Gimnasia y Esgrima (J)  | 25   | 19 | 7  | 4  | 8  | 28 | 37 | −9   |
| 11.º | Argentinos Juniors      | 24   | 19 | 6  | 6  | 7  | 20 | 23 | −3   |
| 12.º | Colón                   | 23   | 19 | 6  | 8  | 5  | 28 | 22 | 6    |
| 13.º | Vélez Sarsfield         | 22   | 19 | 5  | 7  | 7  | 21 | 24 | −3   |
| 14.º | Racing Club             | 22   | 19 | 6  | 4  | 9  | 20 | 32 | −12  |
| 15.º | Estudiantes (LP)        | 21   | 19 | 4  | 9  | 6  | 18 | 18 | 0    |
| 16.º | Talleres (C)            | 20   | 19 | 4  | 8  | 7  | 23 | 26 | −3   |
| 17.º | Lanús                   | 20   | 19 | 5  | 5  | 9  | 23 | 28 | −5   |
| 18.º | Platense                | 17   | 19 | 4  | 5  | 10 | 16 | 30 | −14  |
| 19.º | Ferro Carril Oeste      | 15   | 19 | 2  | 9  | 8  | 8  | 18 | −10  |
| 20.º | Huracán                 | 12   | 19 | 2  | 6  | 11 | 15 | 35 | −20  |

|  | Campeón. Clasificó a la Copa Libertadores 2000. |

| 1. |

## Tabla de posiciones final del campeonato
Fue utilizada para la clasificación a la Copa Conmebol 1999, en la que Argentina tuvo dos cupos. Estos correspondieron a los mejor ubicados en esta tabla que no estuvieran ni invitados a la Copa Mercosur 1999, ni clasificados a la Copa Libertadores 2000.
| Pos. | Equipo                  | Pts. | PJ | PG | PE | PP | GF | GC | Dif. |
| ---- | ----------------------- | ---- | -- | -- | -- | -- | -- | -- | ---- |
| 01.º | Boca Juniors            | 89   | 38 | 26 | 11 | 1  | 80 | 29 | 51   |
| 02.º | Gimnasia y Esgrima (LP) | 62   | 38 | 17 | 11 | 10 | 59 | 55 | 4    |
| 03.º | San Lorenzo             | 61   | 38 | 16 | 13 | 9  | 73 | 54 | 19   |
| 04.º | River Plate             | 59   | 38 | 16 | 11 | 11 | 64 | 46 | 18   |
| 05.º | Rosario Central         | 57   | 38 | 15 | 12 | 11 | 50 | 48 | 2    |
| 06.º | Racing Club             | 55   | 38 | 15 | 10 | 13 | 59 | 61 | −2   |
| 07.º | Unión                   | 54   | 38 | 14 | 12 | 12 | 61 | 61 | 0    |
| 08.º | Newell's Old Boys       | 52   | 38 | 13 | 13 | 12 | 52 | 43 | 9    |
| 09.º | Independiente           | 51   | 38 | 12 | 15 | 11 | 58 | 52 | 6    |
| 10.º | Lanús                   | 50   | 38 | 13 | 11 | 14 | 43 | 48 | −5   |
| 11.º | Colón                   | 49   | 38 | 13 | 13 | 12 | 56 | 49 | 7    |
| 12.º | Argentinos Juniors      | 49   | 38 | 11 | 16 | 11 | 51 | 50 | 1    |
| 13.º | Gimnasia y Esgrima (J)  | 47   | 38 | 11 | 14 | 13 | 59 | 67 | −8   |
| 14.º | Vélez Sarsfield         | 46   | 38 | 11 | 13 | 14 | 47 | 50 | −3   |
| 15.º | Estudiantes (LP)        | 45   | 38 | 10 | 15 | 13 | 40 | 41 | −1   |
| 16.º | Talleres (C)            | 44   | 38 | 11 | 11 | 16 | 51 | 59 | −8   |
| 17.º | Belgrano                | 44   | 38 | 10 | 14 | 14 | 42 | 51 | −9   |
| 18.º | Ferro Carril Oeste      | 35   | 38 | 7  | 14 | 17 | 32 | 49 | −17  |
| 19.º | Huracán                 | 32   | 38 | 7  | 11 | 20 | 44 | 77 | −33  |
| 20.º | Platense                | 30   | 38 | 7  | 9  | 22 | 37 | 69 | −32  |

|  | Clasificados a la Copa Conmebol 1999. |

| 1. 2. 3. |

## Clasificación a la Copa Libertadores 2000
Hasta el momento de la finalización del campeonato, Argentina tenía dos cupos en la Copa Libertadores 2000, que, posteriormente, fueron ampliados a cuatro. El primero de ellos fue para Boca Juniors, por haber sido el campeón de los dos certámenes de la temporada. La segunda plaza se definió entre los subcampeones de los torneos Apertura y Clausura.
| River Plate                                        | 3 - 2 | Gimnasia y Esgrima (LP) | José Amalfitani | 24 de junio de 1999 |  |
| River Plate clasificó a la Copa Libertadores 2000. |       |                         |                 |                     |  |

## Tabla de descenso
| Pos. | Equipo                  | Promedio | 1996-97 | 1997-98 | 1998-99 | Total | PJ  |
| ---- | ----------------------- | -------- | ------- | ------- | ------- | ----- | --- |
| 01.º | River Plate             | 1,929    | 87      | 74      | 59      | 220   | 114 |
| 02.º | Boca Juniors            | 1,859    | 50      | 73      | 89      | 212   | 114 |
| 03.º | Gimnasia y Esgrima (LP) | 1,587    | 50      | 69      | 62      | 181   | 114 |
| 04.º | San Lorenzo             | 1,578    | 57      | 62      | 61      | 180   | 114 |
| 05.º | Vélez Sarsfield         | 1,570    | 55      | 78      | 46      | 179   | 114 |
| 06.º | Independiente           | 1,561    | 71      | 56      | 51      | 178   | 114 |
| 07.º | Lanús                   | 1,543    | 61      | 65      | 50      | 176   | 114 |
| 08.º | Rosario Central         | 1,429    | 49      | 57      | 57      | 163   | 114 |
| 09.º | Argentinos Juniors      | 1,394    | –       | 57      | 49      | 106   | 76  |
| 10.º | Newell's Old Boys       | 1,359    | 61      | 42      | 52      | 155   | 114 |
| 10.º | Racing Club             | 1,359    | 59      | 41      | 55      | 155   | 114 |
| 12.º | Colón                   | 1,298    | 61      | 38      | 49      | 148   | 114 |
| 13.º | Estudiantes (LP)        | 1,210    | 44      | 49      | 45      | 138   | 114 |
| 13.º | Gimnasia y Esgrima (J)  | 1,210    | 39      | 52      | 47      | 138   | 114 |
| 15.º | Belgrano                | 1,157    | –       | –       | 44      | 44    | 38  |
| 15.º | Talleres (C)            | 1,157    | –       | –       | 44      | 44    | 38  |
| 17.º | Unión                   | 1,149    | 44      | 33      | 54      | 131   | 114 |
| 18.º | Ferro Carril Oeste      | 1,140    | 46      | 49      | 35      | 130   | 114 |
| 19.º | Platense                | 1,105    | 47      | 49      | 30      | 126   | 114 |
| 20.º | Huracán                 | 0,850    | 38      | 27      | 32      | 97    | 114 |

|  | Descendieron a la Primera B Nacional. |

## Descensos y ascensos
Al finalizar el campeonato, Huracán y Platense descendieron a la Primera B Nacional. Fueron reemplazados por Instituto y Chacarita Juniors para la temporada 1999-2000.